# Сипиуеск
Езерото Сипиуеск (на английски: Sipiwesk Lake) е 12-о по големина езеро в провинция Манитоба. Площта му заедно с островите в него е 454 км2, която му отрежда 106-о място сред езерата на Канада. Площта само на водното огледало без островите е 346 км2. Надморската височина на водата е 183 м.
Езерото се намира в централната част на провинцията, на север от езерото Крос. От ноември до юни е покрито с дебела ледена кора.
Езерото има изключително силно разчленена брегова линия с множество заливи, канали, полуострови и острови (площ от 108 км2), като най-големите са: Беар (Мечи остров), Палмър, Бич, Хамилтън, Ричард Макдонълд и др.
В езерото се вливат множество реки, но през него от югозапад на североизток протича река Нелсън, която се влива в Хъдсъновия залив.
През лятото на 1690 г. английският трапер Хенри Келси (1667-1724), служител на „Компанията Хъдсънов залив“, търгуваща с ценни животински кожи се изкачва по река Нелсън с група индианци от племето асинибойн и в края на юни открива езерото Сипиуеск.